# 任煥奎
任煥奎（?—?），字實之，一字仲文，貴州省安順府鎮寧州人，清政治人物、進士出身。
光緒三年（1877年）丁丑科進士，三甲五十四名，光绪三年五月，改翰林院庶吉士。光绪六年四月，散館后，著以知县即用
；改江蘇金山、吳縣知縣，署鎮洋知縣。著有《孝悌錄》、《五服圖制考》、《江南鳳陽府籍屯田農民不入夷家考辨》。